# زوري
الزوري (باليابانية: 草履) هو نوع من أنواع الصنادل اليابانية تصنع من قش الرز أو ألياف النباتات الأخرى أو الأقمشة أو الجلد أو الخشب أو المطاط ومؤخراً من اللدائن والمواد المركبة.
يرتدي الشخص الياباني عادة الزوري عند ارتداء الملابس التقليدية مثل الكيمونو أو الهاكاما خاصة في الصيف، بالمقارنة مع الغيتا الذي عادة ما يرتدى تحت اليوكاتا. ولكن ليس كل أنواع الزوري تناسب الكيمونو إذ أنه من غير اللائق ارتداء زوري مصنوع من قش الرز تحت الكيمونو بل عادة ما يرتدى زوري مصنوع من الخشب البراق عند ارتداء الكيمونو.

## معرض صور

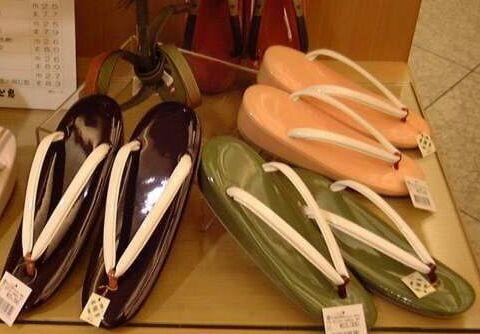
زوري نسائي من النوع الحديث الذي يرتدى عادة تحت الكيمونو.
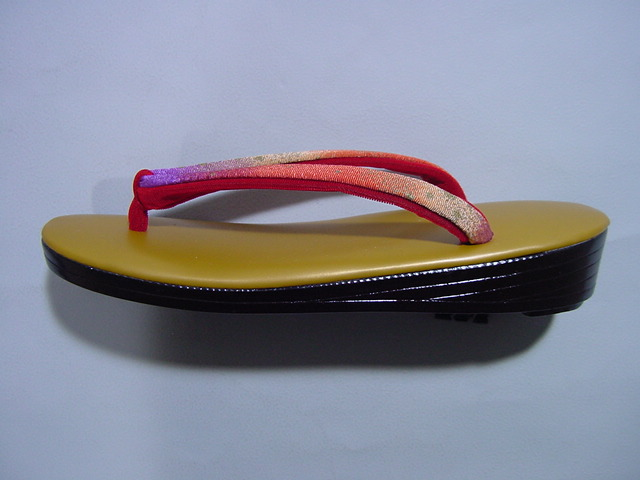
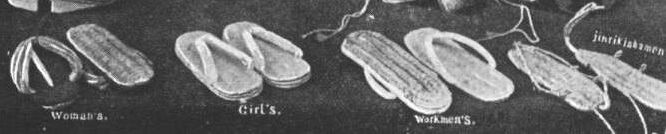
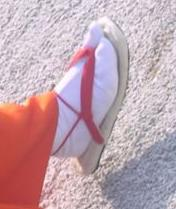

## اقرأ أيضاً
- تابي